# Newgrounds
Newgrounds er en amerikansk underholdningsbaseret hjemmeside og virksomhed. Siden blev grundlagt d. 6. juli 1995 af Tom Fulp. Hjemmesiden indeholder primært Adobe Flash animationer- og spil, men også musik og kunst. Fulp ejer stadig hjemmesiden som han også flere gange har lavet indhold til. 
Virksomheden har hovedsæde i Glenside, Pennsylvania.